# Sainte-Croix, Drôme
 Sainte-Croix  là một xã thuộc tỉnh Drôme trong vùng Auvergne-Rhône-Alpes ở đông nam nước Pháp. Xã Sainte-Croix, Drôme nằm ở khu vực có độ cao 400 mét trên mực nước biển.